# Fußball-Landesliga Schleswig-Holstein 1973/74
Die Landesliga Schleswig-Holstein wurde zur Saison 1973/74 das 27. Mal ausgetragen und bildete den Unterbau der zweitklassigen Regionalliga Nord. Aufgrund Auflösung der Regionalliga Nord, der Einführung der 2. Bundesliga und der Neugründung der Oberliga Nord zur Saison 1974/75 stieg der Erstplatzierte direkt in die Oberliga Nord auf, während die beiden nächstplatzierten Mannschaften an der Aufstiegsrunde teilnahmen. Die Mannschaften auf den beiden letzten Plätzen mussten in die Verbandsliga absteigen.

## Vereine
Im Vergleich zur Saison 1972/73 veränderte sich die Zusammensetzung der Liga folgendermaßen: Keine Mannschaft war in die Regionalliga Nord auf-, während auch keine Mannschaft aus Schleswig-Holstein aus der Regionalliga Nord abgestiegen war. Die beiden Absteiger TuS Gaarden und SC Elmenhorst hatten die Landesliga verlassen und wurden durch die beiden Aufsteiger Olympia Neumünster (Rückkehr nach 13 Jahren) und Itzehoer SV Amateure (Rückkehr nach zwei Jahren) ersetzt.
| Verein               | Stadt       | Kreis                 | Qualifikation                        |
| -------------------- | ----------- | --------------------- | ------------------------------------ |
| Flensburg 08         | Flensburg   |                       | Meister 1972/73                      |
| BSC Brunsbüttel      | Brunsbüttel | Dithmarschen          | 2. Platz 1972/73                     |
| Büdelsdorfer TSV     | Büdelsdorf  | Rendsburg-Eckernförde | 3. Platz 1972/73                     |
| TSV Schlutup         | Lübeck      |                       | 4. Platz 1972/73                     |
| Rendsburger TSV      | Rendsburg   | Rendsburg-Eckernförde | 5. Platz 1972/73                     |
| VfB Kiel             | Kiel        |                       | 6. Platz 1972/73                     |
| Eutin 08             | Eutin       | Ostholstein           | 7. Platz 1972/73                     |
| Schleswig 06         | Schleswig   | Schleswig             | 8. Platz 1972/73                     |
| TSV Westerland       | Westerland  | Nordfriesland         | 9. Platz 1972/73                     |
| SC Comet Kiel        | Kiel        |                       | 10. Platz 1972/73                    |
| Eichholzer SV        | Lübeck      |                       | 11. Platz 1972/73                    |
| VfR Neumünster       | Neumünster  |                       | 12. Platz 1972/73                    |
| SV Friedrichsort     | Kiel        |                       | 13. Platz 1972/73                    |
| MTV Heide            | Heide       | Dithmarschen          | 14. Platz 1972/73                    |
| Olympia Neumünster   | Neumünster  |                       | Aufsteiger aus der Verbandsliga Nord |
| Itzehoer SV Amateure | Itzehoe     | Steinburg             | Aufsteiger aus der Verbandsliga Süd  |

## Saisonverlauf
Die Meisterschaft und damit die Qualifikation zur Oberliga Nord sicherte sich wie im Vorjahr Flensburg 08. Damit verließ das letzte Gründungsmitglied die Liga nach 27 Spielzeiten. Als Zwei- und Drittplatzierter durften der VfR Neumünster und der Büdelsdorfer TSV an der Qualifikationsrunde teilnehmen, konnten sich jedoch nicht durchsetzen. MTV Heide musste die Landesliga nach acht Spielzeiten wieder verlassen, die Amateurmannschaft des Itzehoer SV nach einer Spielzeit.
Flensburg 08 qualifizierte sich als Meister für die deutsche Amateurmeisterschaft 1974. Dort schied die Mannschaft in der 1. Runde gegen Bayer 04 Leverkusen aus.

### Tabelle
| Pl. | Verein                   | Sp. | S  | U  | N  | Tore    | Diff. | Punkte |
| --- | ------------------------ | --- | -- | -- | -- | ------- | ----- | ------ |
| 1.  | Flensburg 08 (M)         | 30  | 18 | 9  | 3  | 069:330 | +36   | 45:15  |
| 2.  | VfR Neumünster           | 30  | 20 | 5  | 5  | 062:280 | +34   | 45:15  |
| 3.  | Büdelsdorfer TSV         | 30  | 17 | 9  | 4  | 055:290 | +26   | 43:17  |
| 4.  | Rendsburger TSV          | 30  | 15 | 7  | 8  | 058:430 | +15   | 37:23  |
| 5.  | BSC Brunsbüttel          | 30  | 14 | 6  | 10 | 056:470 | +9    | 34:26  |
| 6.  | SC Comet Kiel            | 30  | 15 | 3  | 12 | 052:410 | +11   | 33:27  |
| 7.  | Schleswig 06             | 30  | 10 | 12 | 8  | 046:350 | +11   | 32:28  |
| 8.  | TSV Westerland           | 30  | 9  | 11 | 10 | 049:470 | +2    | 29:31  |
| 9.  | TSV Schlutup             | 30  | 9  | 8  | 13 | 039:420 | −3    | 26:34  |
| 10. | SV Friedrichsort         | 30  | 6  | 14 | 10 | 037:490 | −12   | 26:34  |
| 11. | Eichholzer SV            | 30  | 8  | 10 | 12 | 036:570 | −21   | 26:34  |
| 12. | Olympia Neumünster (N)   | 30  | 6  | 13 | 11 | 041:490 | −8    | 25:35  |
| 13. | Eutin 08                 | 30  | 9  | 7  | 14 | 046:550 | −9    | 25:35  |
| 14. | VfB Kiel                 | 30  | 6  | 10 | 14 | 034:500 | −16   | 22:38  |
| 15. | MTV Heide                | 30  | 7  | 6  | 17 | 039:690 | −30   | 20:40  |
| 16. | Itzehoer SV Amateure (N) | 30  | 3  | 6  | 21 | 034:790 | −45   | 12:48  |

| (M) | Meister der Landesliga Schleswig-Holstein 1972/73       |
| (A) | Absteiger aus der Regionalliga Nord 1972/73             |
| (N) | Aufsteiger in die Landesliga Schleswig-Holstein 1973/74 |